# 建築学生同盟北海道組
建築学生同盟北海道組（けんちくがくせいどうめいほっかいどうぐみ）は、北海道内にある建築学科を有する大学および専門学校の学生による団体である。
建築学科学生の学外交流のための団体である。

## 活動目的
北海道の建築学科学生の学外交流を目的として発足した。
また、他校との触れ合いや現場の建築家による講義を開き、学生のレベルを向上させる目的もある。

## 活動内容
- 合同で卒業設計講評会を行い、建築家による審査会を行っている。
- 現場の建築家を招き、公開講義を開いている。

## 参加校
50音順
- 札幌建築デザイン専門学校
- 札幌市立大学
- 道都大学
- 北海学園大学
- 北海道科学大学
- 北海道職業能力開発大学校
- 北海道大学
- 北海道東海大学旭川校
- 室蘭工業大学

## 沿革
- 2009年（平成21年）4月18日　建築学生同盟北海道組が発足。
- 2009年（平成21年）7月27日　第１回 Lecture Series（石上純也）開催。
- 2009年（平成21年）8月21日　北海道組のホームページ 創設。
- 2009年（平成21年）10月8日　北海道組 blog 開設。
- 2009年（平成21年）10月24日　第２回Lecture Series（藤本壮介）開催。
- 2009年（平成21年）12月11日〜12日　Architecture December 2009 開催。
- 2010年（平成22年）3月25日〜27日　卒業設計合同講評会 開催。